# Life and Training in the United States Navy
Life and Training in the United States Navy (o Life and Training in the U.S.N.) è un cortometraggio muto del 1916 diretto da Jasper Ewing Brady (come Colonel J.E. Brady).

## Produzione
Il film fu prodotto dalla Vitagraph Company of America.

## Distribuzione
Distribuito dalla General Film Company, il film - un documentario in una bobina - uscì nelle sale cinematografiche statunitensi il 17 aprile 1916.